# France Nature Environnement
Pour les articles homonymes, voir FNE.
France Nature Environnement (FNE) est la fédération française des associations de protection de la nature et de l'environnement. Elle est la porte-parole d'un mouvement de plus de 6 000 associations, regroupées au sein de 47 organisations adhérentes, en France métropolitaine et en France d'outre-mer. 
Créée en 1968 sous le nom de Fédération française des sociétés de protection de la nature (FFSPN), elle est reconnue d'utilité publique en 1976. Le logo de la fédération est le hérisson et sa signature est « Unis pour un monde vivable ».

## Histoire

### Fédération française des sociétés de protection de la nature
France Nature Environnement est issue d'une volonté commune de réunir les associations nationales, régionales, départementales et locales en un même ensemble où chaque élément garde son originalité et son autonomie en poursuivant des buts identiques : à la suite de l'éditorial du président de la Société nationale de protection de la nature (SNPN), François Hüe, dans Le Courrier de la Nature appelant à l'union des protecteurs de la nature, dix-huit associations participent à la création de la Fédération française des sociétés de protection de la nature (FFSPN) en 1968.

### France Nature Environnement: depuis 1990
En 1990, la FFSPN change de dénomination sociale pour celui de France Nature Environnement.

## Organisation
Cette section ne s'appuie pas, ou pas assez, sur des sources secondaires ou tertiaires indépendantes du sujet. Le texte peut contenir des analyses inexactes ou inédites de sources primaires.
Pour l'améliorer, ajoutez-en, ou placez des modèles {{Source secondaire souhaitée}} ou {{Source secondaire nécessaire}} sur les passages mal sourcés. (janvier 2024)
Pour accomplir ses missions, France Nature Environnement s'appuie sur 180 dirigeants bénévoles (conseil d'administration, pilotes de réseaux, représentants dans différentes commissions), issus des associations des structures adhérentes. Les salariés et bénévoles, indépendamment des orientations politiques nationales et parfois en opposition avec celles-ci (éolien par exemple), coordonnent des actions de défense de la nature en lien en fonction des atteintes constatées ou pressenties à  l'environnement. Ils peuvent s'appuyer sur les salariés de l'équipe nationale.
Sur chaque thématique environnementale, une équipe nationale, composée de bénévoles et salariés, coordonne un réseau de militants venus des associations de FNE. Cette organisation est mise en place en 1995. Il existe aujourd'hui[Quand ?] dix réseaux thématiques[source secondaire souhaitée] : agriculture et alimentation ; biodiversité ; eau et des milieux aquatiques ; éducation et sensibilisation à l’environnement et à la nature ; forêt ; juridique ; océans, mers et littoraux ; prévention et gestion des déchets ; risques et impacts industriels ; santé environnement ; territoires et mobilités durables.
Au 31 décembre 2014, la FNE revendique 52 associations ou fédérations régionales telles la Fédération Rhône-Alpes de protection de la nature (FRAPNA), Nord Nature, Alsace Nature, Eau et rivières de Bretagne, Poitou-Charentes Nature, France Nature Environnement Île-de-France, quinze associations nationales  dont la Société nationale de protection de la nature, la Ligue pour la protection des oiseaux, Humanité et Biodiversité, l'Association nationale pour la protection du ciel et de l'environnement nocturnes, l'Office pour les insectes et leur environnement (OPIE), Surfrider Foundation Europe et treize associations « correspondantes », dont la Fédération française de la randonnée pédestre (FFRP), la Fédération française de naturisme et la Fédération des parcs naturels régionaux de France.
Au niveau international, FNE est membre du Bureau européen de l'environnement (BEE) et de Seas at Risk.
France Nature Environnement est présente dans les principales commissions nationales de concertation. En 2013, elle participe notamment aux travaux du Conseil national pour la transition écologique (CNTE).

### En régions

#### FNE Grand Est

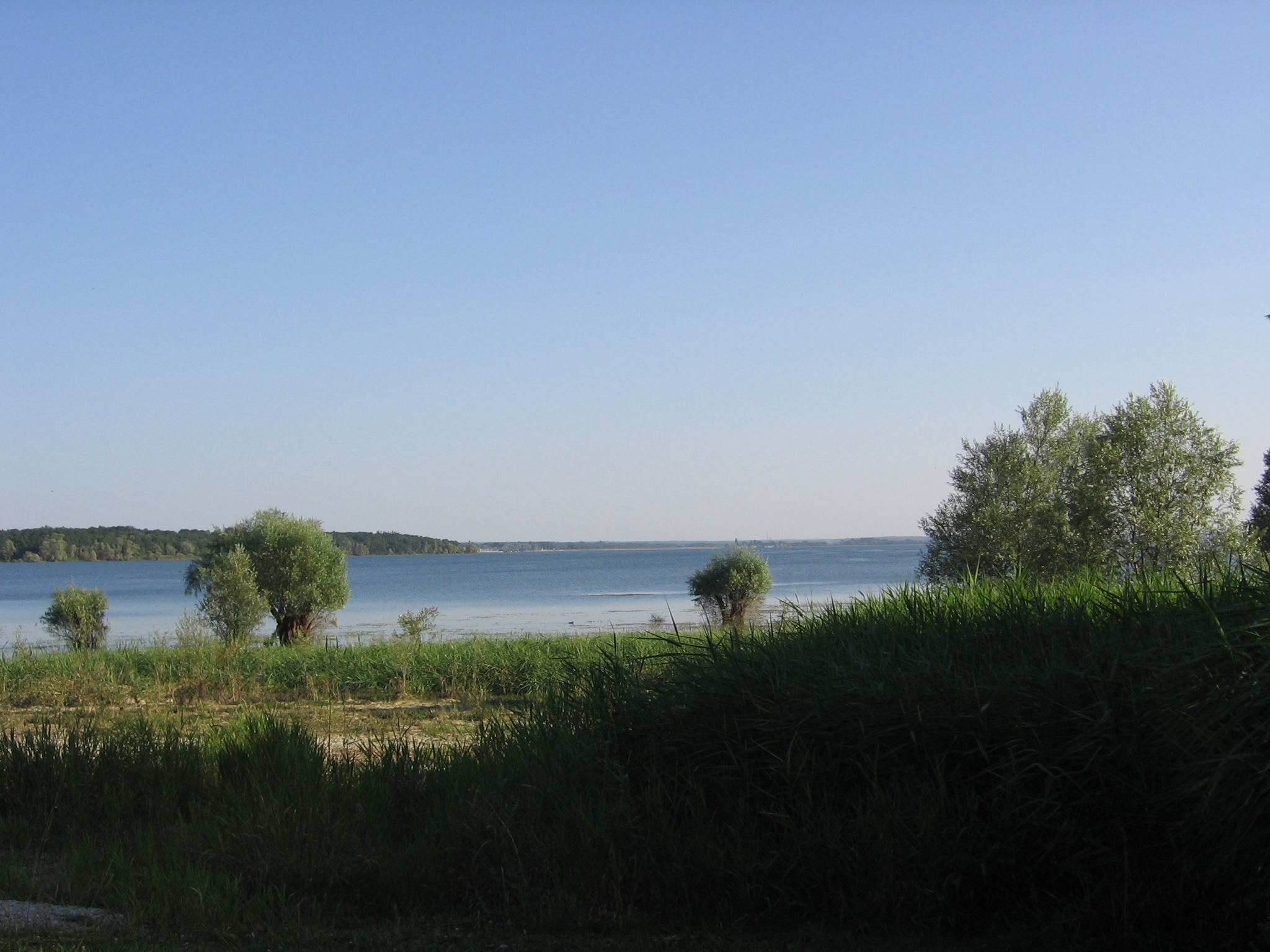
Le lac d'Orient, près de Troyes, en Champagne, classé en qualité de zone spéciale de conservation.

La confédération FNE Grand Est est fondée environ un an après la création de la région du Grand Est. Alsace Nature, Champagne-Ardenne Nature Environnement, ainsi que Lorraine Nature Environnement en deviennent membre de droit. L'Office des données naturalistes du Grand Est (ODONAT Grand Est), la Fédération nationale des associations d'usagers des transports Grand Est (FNAUT Grand Est)- ainsi que la Ligue pour la protection des oiseaux du Grand Est (LPO Grand Est)[source insuffisante] rejoignent également cette confédération.

#### FNE en Guyane
La fédération locale Guyane Nature Environnement est fondée en 2010.
70 % des Guyanais sont opposés au projet de la Montagne d'or.
FNE et GNE sont également engagées dans quatre recours contre le projet de centrale du Larivot, une nouvelle centrale au fioul qui entrerait en service en 2024 alors que la dernière centrale au fioul de l'Hexagone a fermé en 2018. Le juge retient l'incompatibilité du projet avec les objectifs de réduction des émissions de gaz à effet de serre de la France et avec la Loi littoral du fait de sa localisation.

#### FNE Île-de-France
FNE Île-de-France est fondée en 1974, et fédère près de 400 associations locales.

#### FNE Normandie
La fédération France Nature Environnement Normandie est fondée par la transformation en fédération régionale d'Horizon Nature Environnement Normandie (ex-Haute Normandie Nature Environnement) avec la collaboration active du Comité régional d'étude pour la protection et l'aménagement de la nature en Normandie, d'origine bas-normande (Crepan) après le redécoupage régional de 2016.

#### FNE Occitanie
L'Occitanie (région administrative) a deux association territoriales FNE, Occitanie Pyrénées et Occitanie Méditerranée indiquées sur le site FNE France. 

## Gouvernance
La gouvernance de la fédération est assurée par plusieurs organes statutaires : l’assemblée générale, le conseil d'administration, le bureau et la conférence des présidences.
Le Conseil d'administration est composé de 27 membres, élus pour 3 ans lors de l'Assemblée générale. Le Conseil d'administration élit un bureau composé de 8 personnes (un président, 2 secrétaires nationaux, un trésorier et un trésorier-adjoint). Ces administrateurs et administratrices sont désignées par les associations membres de FNE qui votent chaque année. La Conférence des présidences réunit simultanément les présidences des associations adhérentes et les membres du Conseil d’administration.
FNE adhère au Mouvement associatif en décembre 2017. Depuis 2022, elle est membre de la Maison des lanceurs d'alerte.

## Présidences
- Pierre Aguesse (1968-1975)
- François Ramade (1975-1978)
- Jean-Claude Lefeuvre (1978-1982)
- Jean-Pierre Raffin (1982-1986)
- Pierre Delacroix (1986-1990)[12]
- Jean Untermaier (1990-1992)[13]
- Patrick Legrand (1992-1995)
- Lionel Brard(1995-1999)
- Bernard Rousseau (1999-2005)
- Sébastien Genest (2005-2010)
- Bruno Genty (2010-2014)
- Denez L'Hostis (2014-[f 4]2017), il est adhérent à Eau et rivières de Bretagne et Bretagne Vivante depuis le début des années 1970, il est fondateur de l'Association pour la préservation et le développement de l'estuaire de l'Odet (PREDEO) dans les années 1980. Il représente FNE au Grenelle de l'environnement (Comop 12) et au Grenelle de la Mer (2008-2009). Responsable de la mission Mers, océans et littoraux de France Nature Environnement depuis octobre 2009 (devenue le réseau Mers, océans et littoraux en mars 2014), il est administrateur de FNE depuis 2013. Il a également été directeur de la Cité de la Mer à Cherbourg-en-Cotentin de 1998 à 2007, conseiller municipal de Quimper et vice-président de Quimper Communauté de 2008 à 2014. En novembre 2015, Denez L'Hostis fait don aux Archives nationales sur le site de Pierrefitte-sur-Seine, d'un lot d'archives de FNE[14].
- Michel Dubromel (2017-2020), est ingénieur chimiste de formation. Ancien salarié de 1977 à 2003 de la multinationale américaine Rohm and Haas[15]. Il occupe différentes responsabilités au sein d'Alsace Nature de 1994 à 2008, il rejoint Jura Nature Environnement et devient administrateur de FNE Franche-Comté. Il est responsable du « réseau Transports et Mobilité Durables » de FNE de 2003 à 2015. Administrateur de la Fédération à partir de 2008, il devient membre du bureau en 2009 et vice-président de FNE. Il est élu président de FNE le 4 avril 2017[f 5].
- Arnaud Schwartz (2020-2023) est titulaire d’un diplôme universitaire de technologie en génie biologique, option génie de l’environnement et d’un master en aménagement et développement local, rural et urbain[16]. Il commence sa carrière comme chargé de développement de 2002 à 2009 sur le projet de coopération transfrontalière franco-allemand aboutissant à la création de l’eurodistrict « Regio Pamina »[17]. Il milite localement pour l’environnement en rejoignant en 2002 l’association « Alsace Nature » et devient en 2016 président-fondateur de « FNE Grand Est ». À l’échelle nationale il devient en 2015 administrateur puis secrétaire national de FNE. Conscient de l’importance de l’Union européenne pour la prise en compte de la protection de l’environnement dans les lois nationales, Arnaud Schwartz devient membre du Comité économique et social européen à partir de mi-2017[f 6]. En tant que nouveau président, Arnaud Schwartz publie en 2020 un plaidoyer en faveur de la coopération (y compris à l'échelle européenne)[f 7].
- Antoine Gatet (depuis 2023).

## Prises de position
En 2022, FNE formule vingt propositions pour rendre le « monde vivable », axées sur le climat, la biodiversité et la santé.

### Biodiversité
Compte tenu de l'intrication des menaces pesant sur le climat et la biodiversité, l'Association des maires de France et des Présidents d’intercommunalité, l'Association des petites villes de France, l'Association des Villes de France, l'Association des maires ruraux de France et France Nature Environnement lancent en commun l'« Appel de Marseille » pour mettre en œuvre des solutions fondées sur la nature partout dans les territoires, solutions explicitées par l'Union internationale pour la conservation de la nature (IUCN).
Le 2 novembre 2014, à la suite de la Manifestation des 25 et 26 octobre 2014 contre le barrage de Sivens aboutissant à lamort de Rémi Fraisse, adhérent à Nature Midi-Pyrénées, une association membre, FNE organise un sit-in pacifique à Paris, sur le Champ-de-Mars, en sa mémoire, qui rassemble environ 700 personnes. Le 7 novembre, Denez L’Hostis, président de FNE, est reçu par François Hollande, président de la République Française, et lui demande l’abandon du projet de barrage sur le site de Sivens

#### Forêt
FNE participe en direct à l'émission Aux arbres citoyens en première partie de soirée, imaginée par Cyril Dion et diffusée sur France 2 en novembre 2022. Elle permet de récolter 1,8 million d'euros de dons, pour la lutte contre le dérèglement climatique et le maintien de la biodiversité,.

### Santé
FNE travaille pour faire de la Santé Environnement un objectif central et transversal des politiques publiques via l'approche « Une Seule Santé », en anglais : One Health. Cette initiative initié au début des années 2000, apparait à la suite de la recrudescence et de l’émergence de maladies infectieuses. L'Organisation des Nations unies définit cette approche comme une  « approche intégrée et unificatrice qui vise à équilibrer et à optimiser durablement la santé des personnes, des animaux et des écosystèmes ». Elle reconnaît que la santé humaine, la santé animale et la santé environnementale, à travers les écosystèmes et la biodiversité, sont éminemment liés et interdépendants. FNE s'investit sur plusieurs axes thématiques dont la lutte contre la pollution de l'air, la lutte contre la pollution chimique et les pesticides, la prévention des risques émergents (bruit, ondes, pollution lumineuse, perturbateurs endocriniens...) et des impacts du changement climatique sur la santé.
En novembre 2013, l’association écologiste a posé un cube de toile blanche sur le toit d’un immeuble parisien. Sur l'une des faces, un produit collant a été apposé. Les polluants présents dans l'air s'y sont fixés, laissant apparaître le mot « irrespirable ». Par cette action, l'association dénonce les impacts sanitaires et environnementaux de la pollution de l’air.
En janvier 2011, l'association diffuse une campagne publicitaire pour sensibiliser l'opinion publique aux conséquences que peuvent avoir l'élevage porcin industriel et les engrais sur la qualité des algues. Se sentant directement visé, le conseil régional de Bretagne porte plainte contre l'association pour atteinte à l'image de la région. Début mai 2011, après réception d'un courrier de FNE regrettant que cette campagne ait pu être interprétée « comme étant dirigée contre la Bretagne », le conseil régional décide de retirer sa plainte.

### Climat

#### Énergie
FNE estime que les différents scénarios élaborés à la suite de l’accord de Paris sur le climat (RTE : Futurs énergétiques 2050, ADEME : Transition(s) 2050, le scénario négaWatt et le plan de transformation de l'économie française du Shift Project) devraient déboucher sur un débat démocratique. Donnant raison à FNE, Corinne Lepage demande la tenue d'un débat démocratique. FNE s'oppose au projet Cigéo de stockage souterrain entre Champagne et Lorraine. Pour Dominique Méda, au-delà du clivage entre nucléaire et renouvelable, le débat porte sur le « chemin de la dépendance à toujours plus de consommation » que nous font prendre les dirigeants : 60 % d'électricité en plus d'ici 2050, comme annoncé dans le discours du Président de la république à Belfort, correspondrait au scénario extrême de RTE.

#### Mobilités
France Nature Environnement s'implique dans le processus du Grenelle de l'environnement. Elle participe à la Conférence environnementale annuelle mise en place depuis 2012, mais boycotte en 2014 la table ronde sur les transports, en signe de protestation contre l’abandon de la taxe poids lourds.
L'association apporte une aide juridique aux collectifs et associations opposés aux nouveaux projets d'infrastructures routières et autoroutières.

## Lobbyisme
En janvier 2012, lors de son congrès, à Montreuil, FNE réunit 7 des principaux candidats à l'élection présidentielle qui présentent devant les 2 000 personnes présentes leurs positions sur les questions environnementales. François Hollande, alors candidat, s'engage notamment sur les futures conférences environnementales, la loi relative à la transition énergétique pour la croissance verte et la loi sur la biodiversité.

### Auprès de l'Assemblée nationale
FNE est inscrit comme représentant d'intérêts auprès de l'Assemblée nationale. L'association déclare à ce titre un budget global de 3 461 268 € dont 1 470 847 € de financement public et indique que les coûts annuels liés aux activités directes de représentation d'intérêts auprès du Parlement sont compris entre 100 000 € et 150 000 €.

### Haute Autorité pour la transparence de la vie publique
Pour le deuxième semestre de l’année 2017, FNE déclare à la Haute Autorité pour la transparence de la vie publique exercer des actions de représentation d'intérêts pour un montant compris entre 300 000 € et 400 000 €.

## Prise de position
Durant l'entre-deux-tours de l'élection présidentielle de 2017 qui oppose Marine Le Pen et Emmanuel Macron, FNE appelle implicitement dans une tribune avec soixante autres associations à faire barrage à la candidate FN.

#### FNE
1. ↑  Rapport d'activité 2014 de France Nature Environnement, page 10
2. ↑  [PDF]http://www.fne.asso.fr/statuts_financements/2014/ra2014/ra_fne_2014_total_web.pdf
3. ↑  « Notre organisation », 17 avril 2015 (consulté le 17 avril 2015).
4. ↑  « Denez L'Hostis succède à Bruno Genty à la présidence de France Nature Environnement », 6 avril 2014 (consulté le 24 avril 2014).
5. ↑  « Michel Dubromel succède à Denez L’Hostis à la présidence de France Nature Environnement », 14 avril 2017 (consulté le 5 octobre 2017).
6. ↑  « Arnaud Schwartz succède à Michel Dubromel à la présidence de France Nature Environnement », 6 avril 2020 (consulté le 4 août 2020).
7. ↑  « Crises sanitaires, écologiques, sociales, économiques : pour un monde vivable, coopérons », 9 avril 2020.
8. ↑  « 20 propositions pour 2022 et bien au-delà » [PDF], 2022.
9. ↑  « « Aux Arbres Citoyens ! » 1,8 million d'euros collectés pour soutenir les forêts ! » (consulté le 11 novembre 2022).
10. ↑  « Concertation publique sur l’énergie et le climat : portez les solutions pour un monde vivable », 29 novembre 2024.

#### Autres références
1. ↑  « Les archives de la protection de la nature et de l’environnement : Historique du réseau », sur francearchives.gouv.fr/fr, 23 décembre 2024 (consulté le 12 août 2025)
2. ↑  François Hüe, 1967. Éditorial du no 1-2 dans Le Courrier de la Nature, p. 4-5.
3. ↑  4e trimestre 1968. Création de la Fédération française des sociétés de protection de la nature. Le Courrier de la Nature no 8, p. 158
4. ↑  « Le Conseil national de la transition écologique est formé » , Le Moniteur, 11 septembre 2013 (consulté le 24 avril 2015).
5. ↑  FNE Grand Est sur tic-et-plus.com
6. ↑  La coordination de la LPO Grand Est est en ordre de marche sur champagne-ardenne.lpo.fr
7. ↑  « 7 Guyanais interrogés sur 10 sont opposés au projet de mine d'or » , Reporterre, 6 juillet 2018 (consulté le 1er novembre 2024).
8. ↑  Ludovic Dupin, « EDF a arrêté sa dernière centrale au fioul en France » , sur novethic.fr, 4 avril 2018 (consulté le 23 août 2021).
9. ↑  Hélène Ferrarini, « Victoire de l’écologie en Guyane : les travaux de la centrale au fioul du Larivot suspendus », sur Reporterre, 31 juillet 2021 (consulté le 23 août 2021).
10. ↑  « France Nature Environnement devient membre du Mouvement associatif », (communiqué de presse), sur lemouvementassociatif.org, 18 janvier 2018 (consulté le 3 février 2018).
11. ↑  MLA, « Mediapart, FNE, FSU, SAF : la Maison des Lanceurs d'Alerte s’agrandit », sur Maison des lanceurs d'alerte, 19 juillet 2022 (consulté le 23 août 2022).
12. ↑  « Pierre Delacroix nous a quitté », Pierre Delacroix était président de la SEPANSO de 1993 à 2002, sur sepanso.org, 2014 (consulté le 31 décembre 2017).
13. ↑  Par ailleurs maire de Montceaux-Ragny en Saône-et-Loire.
14. ↑  Inventaire du fonds 217AS
15. ↑  « Michel Dubromel élu président de France Nature Environnement », sur actu-environnement.com, 27 avril 2017 (consulté le 5 octobre 2017).
16. ↑  « Fiche biographique d'Arnaud Schwartz », sur lesbiographies.com (consulté le 4 août 2020).
17. ↑  Julien Hoffmann, « Interview d’Arnaud Schwartz, nouveau président de France Nature Environnement », sur blog.defi-ecologique.com, 24 avril 2020 (consulté le 4 août 2020).
18. ↑  « Appel de Marseille : aidons la nature à nous aider ! », Ouest-France, 8 septembre 2021.
19. ↑  « Les solutions fondées sur la nature », sur Union internationale pour la conservation de la nature.
20. ↑  « Manifestation pacifique en hommage à Rémi Fraisse sur le Champ de Mars », sur France 3 Paris Île-de-France, 2 novembre 2014 (consulté le 24 avril 2015).
21. ↑  « Mort de Rémi Fraisse : Denez L'Hostis, reçu à l'Elysée, a "demandé l'abandon du projet" », sur France Info, 7 novembre 2014 (consulté le 24 avril 2015).
22. ↑  « Aux arbres citoyens ! Emission du mardi 8 novembre 2022 », 8 novembre 2022 (consulté le 11 novembre 2022).
23. ↑  « Une seule santé/One Health : publication d’une définition opérationnelle », sur Représentation permanente de la France auprès de l’ONU à Rome (consulté le 2 janvier 2023).
24. ↑  « "Rendez-moi mon air" : l'alerte de France Nature Environnement », sur France Info, 20 novembre 2013 (consulté le 24 avril 2015).
25. ↑  Courrier FNE Région Bretagne
26. ↑  Mi.B., « La région Bretagne renonce à poursuivre France Nature Environnement après sa campagne de pub » , 20 Minutes, 4 mai 2011 (consulté le 1er novembre 2024).
27. ↑  « Nucléaire. « Emmanuel Macron ne peut pas commander des réacteurs seul », dénonce Corinne Lepage », Ouest-France, 10 novembre 2021.
28. ↑  « Motion de FNE Grand Est contre l'enfouissement », sur Dernières Nouvelles d'Alsace, 21 juin 2017.
29. ↑  « Dominique Méda : « En faisant son annonce sur le nucléaire, le président a choisi tout seul » », Le Monde, 19 février 2022.
30. ↑  « Énergie : RTE présente son scénario de sobriété, Macron n’est pas intéressé », Reporterre, 17 février 2022.
31. ↑  « La conférence environnementale, grand-messe écologique qui peine à convaincre », Le Monde, 27 novembre 2014 (consulté le 24 avril 2015).
32. ↑  « Autoroute A69 : Le combat juridique des écolos, un défi financier de plusieurs dizaines de milliers d'euros financé par des dons et des soutiens », sur France 3 Occitanie, 18 décembre 2024.
33. ↑  « François Hollande s'engage à ouvrir une conférence environnementale », L'Express,‎ 28 janvier 2012 (lire en ligne, consulté le 5 août 2020).
34. ↑  « Hollande veut une «loi de programmation de transition énergétique» », Libération,‎ 28 janvier 2012 (lire en ligne, consulté le 5 août 2020).
35. ↑  « Tableau des représentants d'intérêts », sur Assemblée nationale (consulté le 19 octobre 2016).
36. ↑  « Fiche organisation : France Nature Environnement », sur Haute Autorité pour la transparence de la vie publique.
37. ↑  « "Le pire est malheureusement possible!" : l’appel de 61 associations et ONG avant le second tour » , Le Journal du Dimanche, 29 avril 2017 (consulté le 1er novembre 2024).